# No Calor da Noite (filme)
No Calor da Noite (em inglês:  In the Heat of the Night) é um filme de 1967 produzido nos Estados Unidos, dos gêneros policial, drama e suspense, dirigido por Norman Jewison, com roteiro de Stirling Silliphant, que foi baseado no livro homônimo de John Ball.
Produzido por Walter Mirisch, o longa é estrelado por Sidney Poitier, Rod Steiger e Warren Oates.
No Calor da Noite venceu cinco categorias do Oscar, incluindo o prêmio de melhor filme. Teve duas continuações, They Call Me Mister Tibbs! em 1970, e The Organization, em 1971. Em 1988, ele serviu de base a uma série de televisão.

## Sinopse
Conta a história de Virgil Tibbs, um detetive de polícia negro da Filadélfia, que contra sua vontade se envolve em uma investigação de assassinato, numa pequena cidade racista no Mississippi. 

## Elenco principal
- Sidney Poitier como Detetive Virgil Tibbs
- Rod Steiger como Chefe de Polícia Bill Gillespie
- Warren Oates como Sargento (Patrulheiro) Sam Wood
- Lee Grant como Sr.ª Leslie Colbert
- Larry Gates como Eric Endicott
- James Patterson como Lloyd Purdy (irmão de Delores)
- William Schallert como Prefeito Webb Schubert
- Beah Richards como Mama Caleba (Sra. Bellamy)
- Peter Whitney como CPL. George Courtney
- Kermit Murdock como H.E. Henderson (banqueiro)
- Larry D. Mann como Watkins
- Quentin Dean como Delores Purdy
- Anthony James como Ralph Henshaw (balconista da lanchonete)
- Arthur Malet como Ted Ulam (agente funerário)
- Scott Wilson como Harvey Oberst (suspeito de assassinato)
- Matt Clark como Packy Harrison
- Eldon Quick como Charlie Hawthorne (fotógrafo)
- Harry Dean Stanton como policial
- Jester Hairston como Henry (mordomo de Endicott)

## Prêmios e indicações
Oscar 1968
- Venceu
  - melhor filme[5]
  - melhor ator (Rod Steiger)[5]
  - melhor som[5]
  - melhor montagem[5]
  - melhor roteiro adaptado[5]

- Indicado
  - melhor diretor[5]
  - melhor edição de som[5]

Globo de Ouro 1968
- Venceu
  - Melhor filme - drama[6]
  - Melhor ator - drama (Rod Steiger)[6]
  - Melhor roteiro[6]

- Indicado
  - Melhor direção[6]
  - Melhor ator - drama (Sidney Poitier)[6]
  - Melhor atriz coadjuvante (Lee Grant)[6]
  - Melhor atriz coadjuvante (Quentin Dean)[6]

BAFTA 1968 (Reino Unido)
- Recebeu o Prêmio UN e na categoria de melhor ator estrangeiro (Rod Steiger)[carece de fontes?]
- Indicado nas categorias de melhor filme e melhor ator estrangeiro (Sidney Poitier)[carece de fontes?]

Grammy 1968 (EUA)
- Indicado na categoria de melhor trilha sonora - Cinema / TV[carece de fontes?]

Prêmio Eddie 1968 (American Cinema Editors, EUA)
- Indicado na categoria de filme melhor editado[carece de fontes?]

Prêmio Edgar 1968 (Edgar Allan Poe Awards, EUA)
- Venceu na categoria de melhor filme[carece de fontes?]